# Craig Woodcroft
Craig Woodcroft (né le 3 décembre 1969 à Toronto, dans la province de l'Ontario, au Canada) est un joueur professionnel canadien de hockey sur glace devenu entraîneur.

## Carrière
Craig Woodcroft commence sa carrière dans l'équipe de l'université Colgate, inscrite à la NCAA. Il est alors repêché en 1988 dans la 7e ronde à la 134e position par les Blackhawks de Chicago. Il reste cependant à Colgate et remporte l'ECAC Hockey en 1990. Il devient professionnel l'année suivante en allant au Ice d'Indianapolis en LIH.
Durant la saison 1994-1995, il change souvent d'équipe. Il arrive d'abord en Finlande chez les Pelicans Lahti en Liiga puis le TuTo Turku en Mestis, il revient en Amérique pour le Chill de Columbus en ECHL puis les Lumberjacks de Cleveland en LIH. La saison suivante est la même situation. Il vient en Allemagne pour être au sein du Deggendorfer SC et du 1. EV Weiden en Oberliga puis repart encore en Amérique jouer avec les Aces de Cornwall en LAH et les Mallards de Quad City en Colonial Hockey League. De 1996 à 1998, il reste avec le Manchester Storm en IHSL et joue aussi la Ligue européenne de hockey.
Woodcroft se fait alors remarquer par différents clubs de championnats européens. Il choisit alors la DEL, où il joue de 1998 à 2002 avec les Kölner Haie, les Huskies de Cassel, les Lions de Francfort et les ESC Moskitos Essen. En 2002, il arrive au Hockey Club Junior Milano Vipers en Serie A puis en cours de saison au Linköpings HC en Elitserien. Il met fin à sa carrière de joueur à l'âge de 33 ans.
En juillet 2014, il devient entraîneur en tant qu'assistant de Geoff Ward au sein des Adler Mannheim en signant un contrat de deux ans.
Le 26 juin 2017, Woodcroft signe un contrat d'entraîneur principal pour une durée de trois ans avec le Genève-Servette HC.